# 8221 La Condamine
8221 La Condamine è un asteroide della fascia principale. Scoperto nel 1996, presenta un'orbita caratterizzata da un semiasse maggiore pari a 2,8956335 UA e da un'eccentricità di 0,0679041, inclinata di 1,74713° rispetto all'eclittica.